# 费尔达芬
费尔达芬（德語：Feldafing，發音：[ˈfɛldafɪŋ]）是德国巴伐利亚州上巴伐利亚行政区施塔恩贝格县的市镇，面积9.15平方千米，2023年12月31日人口为4,386人。